# ラ・テュルビー
ラ・テュルビー （La Turbie）は、フランス、プロヴァンス＝アルプ＝コート・ダジュール地域圏、アルプ＝マリティーム県のコミューン。

## 地理
ラ・テュルビーは、ジェノヴァからニースのシミーズ地区に向けて伸びるユリア・アウグスタ街道（en）の最高地点にある。モナコの上部450m、テト・ド・シアン（fr）にある。モナコ国境と接する。
テト・ド・シアンからの眺めはイタリア沿岸のボルディゲーラからエストレル山地に及ぶ。

## 歴史
紀元前1世紀までにアルプスはローマによって平定されていた。紀元前25年から紀元前13年までにアウグストゥス帝はアルプスの民をローマの権威に従わせていた。アルプスに平和をもたらしたアウグストゥスをたたえ、トロパエム・アルピウム（en）が紀元前6年に建てられた。ローマ街道を行く商人を襲っていた、山地に暮らすリグリアの各部族に対する勝利の塔は、そこがローマとガリアの境であることを示していた ·  。一帯はローマの軍事上の県が置かれ、ローマ皇帝の直轄地になった。イタリアとスペインとを結ぶユリア・アウグスタ街道は経済・軍事上重要な道だった。
1191年、神聖ローマ皇帝ハインリヒ6世はコンダミーヌ地区の数エーカーおよびラ・テュルビーに属した岩山の主権をジェノヴァ共和国に授けた。この地が現在のモナコである。1215年6月10日、フルク・デ・カステッロ率いるギベリンは離脱し、モナコの岩山の上に要塞建設を開始した。この日付はモナコ大公国の近代史の始まりを示す。
ラ・テュルビーは、かつてボーソレイユとカップ＝ダイユも含む1つのコミューンだったが、20世紀初頭に3つのコミューンに分離した。

## 人口統計
| 1962年 | 1968年 | 1975年 | 1982年 | 1990年 | 1999年 | 2006年 |
| ------ | ------ | ------ | ------ | ------ | ------ | ------ |
| 1522   | 1761   | 1826   | 1969   | 2609   | 3021   | 3155   |

## 史跡
- アウグストゥスのトロパエウム・アルピウム
- サン・ミシェル教会 - 18世紀のバロック様式教会

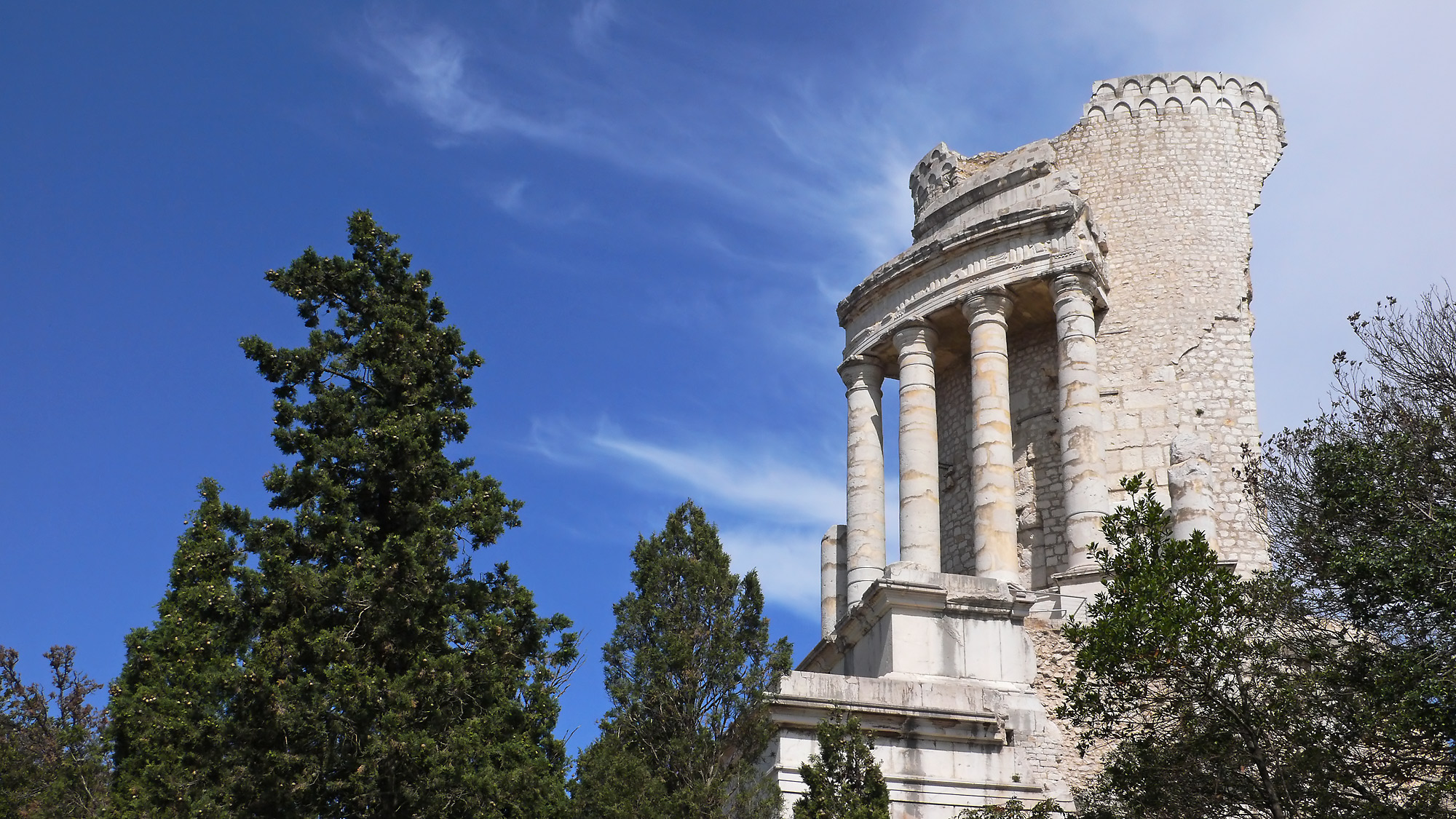
トロパエウム・アルピウム
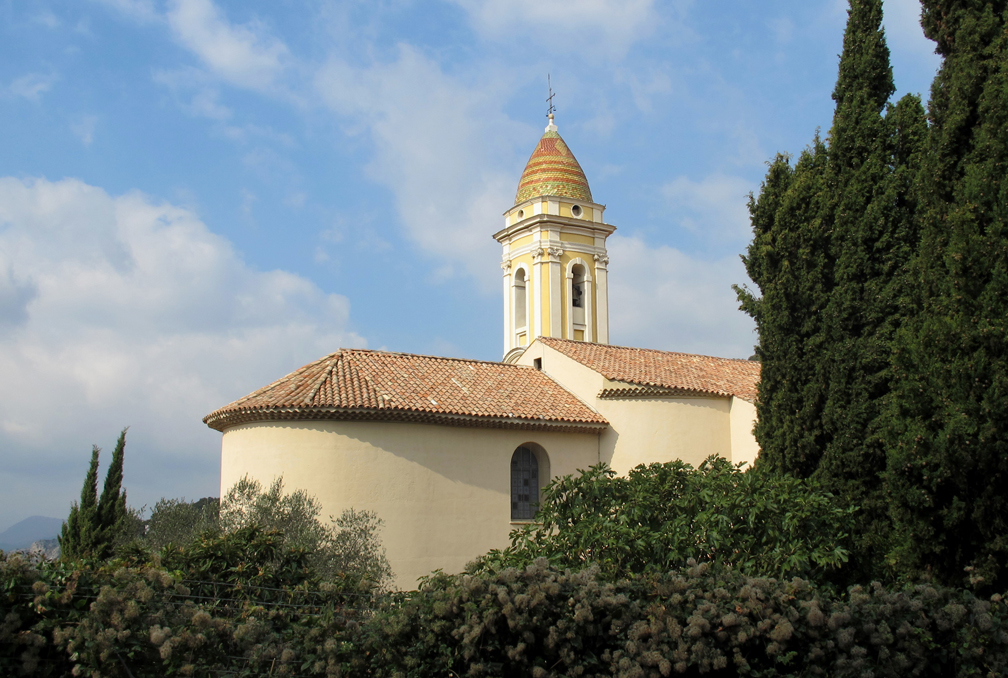
サン・ミシェル教会

## 姉妹都市
- サール (イタリア)、イタリア